# Kilmington (Devon)
Kilmington – wieś w Anglii, w hrabstwie Devon, w dystrykcie East Devon. Leży 37 km na wschód od miasta Exeter i 219 km na zachód od Londynu.